# Padre Burgos, Quezon
Padre Burgos là một đô thị cấp năm ở tỉnh Quezon, Philippines. Đô thị này tọa lạc ở phía đông Thành phố Lucena. Theo điều tra dân số năm 2007, đô thị này có dân số 19.877 người . Phía bắc giáp Atimonan, phía đông giáp Agdangan, phía nam giáp vịnh Tayabas.

## Các đơn vị hành chính
Padre Burgos, về mặt hành chính, được chia thành 22 khu phố (barangay).